# 周庠
周庠（857年—922年），《九国志》作周详，字博雅，五代十国时期政权前蜀开国之君王建作为晚唐军阀为求自立连年作战时的谋主。前蜀立国后，拜为宰相。《蜀梼杌》因避讳后蜀高祖孟知祥，以表字称之为周博雅。

## 唐朝年间
周庠生于唐宣宗大中十一年（857年），许州人。光启年间曾任龙州司仓参军。考核期满回朝时，因川中道路阻隔，在緜谷县寓居。王建为利州刺史时（光启二年（886年）上任），周庠前往拜谒，王建素闻其名，见到他很高兴，也很厚待，引为宾客。
光启三年（887年），唐僖宗任权势宦官杨复恭养侄杨守亮为山南西道节度使。利州属山南西道管辖，杨守亮忌王建骁勇，屡次召他来军部兴元府。王建害怕杨守亮对自己不利，不敢去，三月，向周庠寻求建议。周庠说：“唐朝要灭亡了，藩镇节度使互相吞噬，但他们都没有雄才远略，不能帮助灾难中的百姓。公勇而有谋，得士卒心，立大功的除了公还能有谁！但葭萌（利州治所）是四战之地，难以久安。阆州偏僻，当地人富裕，杨茂实（阆州刺史，《九国志》《蜀梼杌》等作杨行迁）是陈敬瑄和田令孜（陈敬瑄时任西川节度使，田令孜是陈敬瑄之弟，是曾居高位掌权但失势的宦官，在陈敬瑄处避难，陈敬瑄违背朝廷命令庇护田令孜）的心腹，不纳贡。如果上表声言其罪，兴兵讨伐，一战可擒。”王建同意，招募溪洞酋豪达八千人，沿嘉陵江而下突袭阆州，逐杨茂实（《蜀梼杌》作杀之），占据阆州，自称防御使。奏署周庠为判官。王建进一步扩军，以阆州为根据地，杨守亮再不能控制他。
王建后来讨伐陈敬瑄以夺取西川，但起初不能取得优势。文德元年（888年）五月，王建认为西川军府成都尚强，难以速胜，成都附近也无可劫掠，想罢兵。周庠和另一谋士綦毋谏认为不可。周庠提出西川治下的邛州一带富庶，足以支持军队，可以攻取作为根据地。王建也有了新的主意：上表朝廷请求派大臣为帅讨伐陈敬瑄，自己辅佐其事。于是王建让周庠为他上表长期憎恨田令孜的在位皇帝唐昭宗。王建盟友东川节度使顾彦朗也作了类似要求的上表，昭宗因而下诏褒奖，任宰相韦昭度为西川节度使，在陈敬瑄拒绝韦昭度接任后宣布讨伐陈敬瑄，以韦昭度为行营招讨使，王建为行营诸军都指挥使、顾彦朗为行军司马、杨守亮为副招讨使相助。并以邛州等四州为永平军，以王建为节度使。
大顺二年（891年），王建军占大多数也包括顾彦朗军在内的军队将成都包围得缺粮了。但朝廷刚在讨伐另一军阀河东节度使李克用时蒙受大损，西川战事的耗费也让昭宗重新考虑。三月，昭宗下诏赦免陈敬瑄，命顾彦朗、王建各归本镇（当时王建已克邛州）。但四月，王建认为这是夺取西川的最佳机会，与周庠商议，欲请韦昭度班师，又担心朝廷问责，周庠说如今皇纲不振、强臣掣肘，号令不出壶关，王建应该折节为军民打算，顾不上这些了，建议王建劝韦昭度回朝，而由王建自己继续战事。王建杀韦昭度亲吏骆保，称其盗军粮，恫吓韦昭度。韦昭度果然大惧，交军权给王建，回长安。王建继续围城，八月，陈敬瑄、田令孜投降。王建占有西川，并被昭宗确认为西川节度使。
周庠给王建的明确的战略建议没有更多的历史记载，但记载表明王建参与两川事务包括夺取东川，周庠出谋为多。
约大顺二年（891年），周庠曾权知邛州，临邛县将女扮男装的放火人黄崇嘏送到州府，周庠令下狱。黄崇嘏献上诗作，得召见，自称乡贡进士，三十岁左右，应对详敏，周庠于是命释放。后数日，黄崇嘏复献长歌，周庠更以为奇，召于学院与诸子侄同游。黄崇嘏善琴棋书画，不久周庠荐为摄司户参军，胥吏畏服，案牍一清。周庠重其英明，又美其风采，一年后想把女儿嫁给她，黄崇嘏作文辞谢，上诗一章表示自己是女子，周庠读诗后很惊骇，急忙召见，诘问得知是已故黄使君女，幼失父母，与老妪同居，不曾许婚。周庠更嘉其贞洁。黄崇嘏请求罢归临邛，不知所终。
王建奏授周庠观察判官，约天祐年间出知渝州。未几，诏加节度判官，迁嘉州刺史。

## 王建年间
天祐四年（907年），另一大军阀宣武军节度使朱全忠迫使唐哀帝禅位，建立后梁，为太祖皇帝，代唐。王建和李克用、凤翔节度使李茂贞、淮南节度使杨渥拒绝承认后梁皇帝，王建和杨渥还一度移檄诸道，号召兴复唐朝，但没人响应。王建决定自己称帝，于是建立蜀国（史称前蜀），为高祖皇帝。召周庠拜成都尹，迁御史中丞，武成三年（910年）十二月，王建任周庠为中书侍郎、宰相，授同中书门下平章事。但王建年间再无周庠行事记载。
杜光庭曾代周庠作《周庠员外助上元斋词二首》《周庠员外为母转经设醮词》《周庠员外填本命醮词》。

## 王衍年间
光天元年（918年），王建崩，周庠议山陵事。子王衍继位为帝，周庠不久进司徒、同平章事。王衍宠信内给事王廷绍、欧阳晃、李周辂、宋光葆、宋承蕴、田鲁俦等，七月，以为将军及军使，干预政事。这些人骄纵贪暴，给国家造成大损。周庠为此切谏，王衍不听。不久周庠告老，迁左仆射。乾德二年（920年）六月，王衍任周庠充永平节度使、云南安抚使，遣出京城，仍保有同平章事为荣誉宰相。未几病卒，年六十六。

## 评价
- 《十国春秋》论曰：周庠参赞帷幄，雍容风议，直言无隐，卒秉国钧，殆所谓社稷臣者非邪！[2]